# Stigmella amygdali
Stigmella amygdali là một loài bướm đêm thuộc họ Nepticulidae. Nó được tìm thấy ở Hy Lạp (bao gồm the mainland, Rhodes và Crete).
Ấu trùng ăn Prunus dulcis. Chúng ăn lá nơi chúng làm tổ. 